# Iluminismo escocês

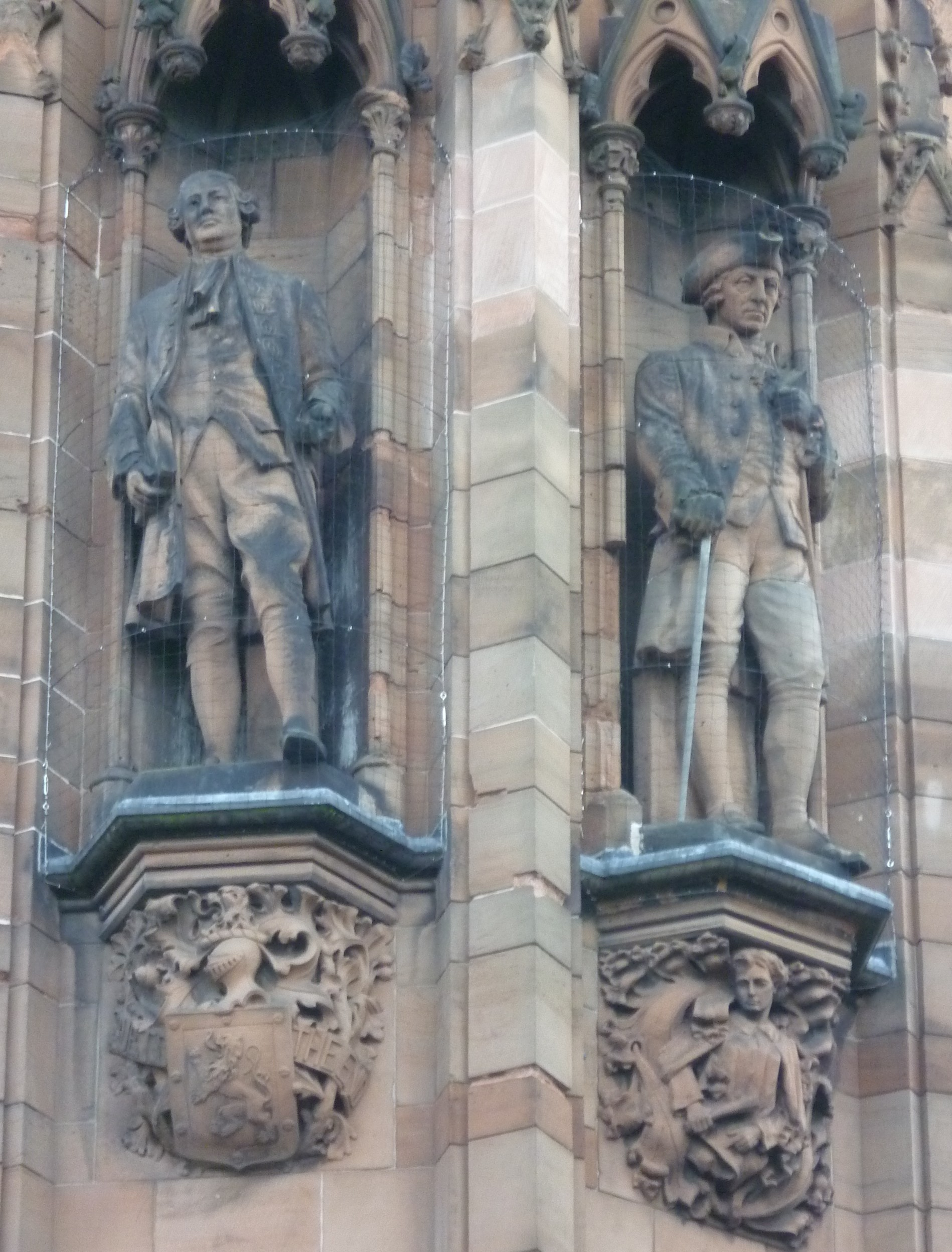
David Hume e Adam Smith na Scottish National Portrait Gallery

O Iluminismo Escocês (em inglês: Scottish Enlightenment) refere-se ao período, no século XVIII, na Escócia, caracterizado por um grande aparecimento de intelectuais e obras científicas, rivalizando com qualquer outra nação, em qualquer momento da história sendo uma base economicista fundante deste pensamento. O que tornou ainda mais notável foi que ela teve lugar num país que estava entre os mais pobres e era considerado um dos mais atrasados da Europa Ocidental, antes dessa data.
Na visão de Hugo Cerqueira, o cenário escocês no período de transição entre a pré-modernidade e o mundo moderno carregou suas particularidades. Na Escócia, segundo as análises kantianas, o iluminismo trouxe características como a autonomia do sujeito, a preocupação com o esclarecimento e a educação. Assim, o autor pontua que a Escócia não é mera fragmentação do iluminismo inglês, não sendo prudente “desconsiderar a presença de particularidades significativas, seja no que diz respeito às origens do movimento, seja no que tange a seu significado, sua motivação e suas características". Diferente de sua contraparte continental, a versão escocesa do iluminismo não se opunha aos valores do cristianismo nem à religiosidade como um todo.
Para alguns pensadores, como Hugh Trevor-Hoper e John Robertson, as reflexões do esclarecimento escocês, centradas em um grupo de intelectuais, estariam ligadas às temáticas pertinentes à filosofia moral, à história, à economia política, afastando-se das discussões sobre as ciências naturais e direcionando o pensamento para a defesa do progresso social. Por outro lado, como nas visões de Nicholas Phillipson, Roger Emerson e Paul Wood, a física, a química e a medicina também teriam feito parte das discussões centrais de formação ilustrada da Escócia. Mais do que isso, alertam para a importância das características, do método e dos conceitos das ciências naturais para refletir sobre o comportamento social humano. O caráter de florescimento intelectual escocês, em áreas como a economia, a história, a filosofia moral, a geologia, a astronomia, a química, a arquitetura e as artes acontece como uma reação à crise econômica e ao novo quadro de dependência política com a Inglaterra. O esclarecimento surge para os escoceses como parte de uma forma de superação do novo caráter sujeito do Estado.
Além das reformulações curriculares feitas nas universidades escocesas a partir da Revolução Gloriosa, no final do setecentos passa a ser adotada uma postura educacional voltada a constituição de valores sociais julgados como mais benéficos à formação humana. E nesse sentido, “a rejeição dos padrões e modelos adotados pelo aristotelismo e pela escolástica abriu espaço para uma nova compreensão do papel e do sentido da busca do conhecimento”.
Importantes intelectuais associados ao Iluminismo Escocês foram, entre outros: Francis Hutcheson, David Hume, Adam Smith, Thomas Reid, Robert Burns, Adam Ferguson, e James Hutton.

## Antecedentes
Os Atos de União de 1707 com a Inglaterra significou o fim do Parlamento da Escócia  e o autogoverno autônomo. Os parlamentares, políticos e aristocratas se mudaram para Londres. A lei escocesa, no entanto, foi totalmente separada da lei inglesa, de modo que as cortes de direito civil, advogados e juristas ficaram para trás, em Edimburgo. A sede e a liderança da Igreja Presbiteriana também se manteve, assim como as universidades e os estabelecimentos médicos. Os advogados e os teólogos, em conjunto com os professores, intelectuais, os médicos, cientistas e arquitetos formaram uma nova elite de classe média que dominou Escócia urbana e facilitou o Iluminismo Escocês.